# Ragnar Rylander
Ragnar Rylander est un chercheur suédois né le 12 septembre 1935 à Stockholm et mort le 13 avril 2016. Il est directeur de l'institut d'hygiène de Göteborg de 1973 à 2000 et a travaillé à l'Université de Genève en tant que chargé de cours à l'Institut de médecine sociale et préventive (ISMP). 

## Domaines d'activités
Cette section ne s'appuie pas, ou pas assez, sur des sources secondaires ou tertiaires indépendantes du sujet.

Pour l'améliorer, ajoutez-en, ou placez des modèles {{Source secondaire souhaitée}} ou {{Source secondaire nécessaire}} sur les passages mal sourcés. (mars 2025)
Il a essentiellement travaillé dans le domaine du poumon, sur la médecine du travail, le bruit et la sarcoïdose. Ses recherches étaient partiellement financées par des industries, notamment de manière secrète par Philip Morris International.

## Activité de consultant pour Philip Morris
En parallèle à ses activités de recherches universitaires, Ragnar Rylander a été rémunéré en secret par Philip Morris pendant plusieurs décennies et a minimisé les effets du tabagisme passif,,.
Le Dr Jean-Charles Rielle, médecin responsable du Centre d'information pour la prévention du tabagisme et Pascal Diethelm, employé de l'Organisation mondiale de la santé et président de l'association OxyGenève, révèlent ces liens et qualifient le Pr Rylander de « fraudeur à la solde de Philip Morris », parlant d'une « fraude scientifique sans précédent ». Le Pr Rylander intente alors un procès en diffamation à leur encontre. Les deux accusés sont dans un premier temps condamnés par le Tribunal de police puis la Cour de justice du canton de Genève en 2003, mais ils sont finalement acquittés en décembre 2003 après l'intervention du Tribunal fédéral.

## Université de Genève et «affaire Rylander»
À la suite des accusations de Pascal Diethelm et Jean-Charles Rielle, l'Université de Genève a demandé à trois de ses doyens de faire une enquête. Dans un premier rapport, les doyens concluent : « Aucune manifestation de fraude scientifique n'a pu être mise en évidence à l'encontre de Monsieur Rylander. Cela vaut également pour le respect des règles éthiques et de déontologie universitaire ». L'université déclare toutefois en décembre 2001 vouloir prendre ses distances avec l'industrie du tabac.
En décembre 2002, à la suite de faits nouveaux mis en évidence par le procès en diffamation intenté par le professeur Rylander à l'encontre de Pascal Diethelm et Jean-Charles Rielle, l'Université de Genève décide d'ouvrir une nouvelle enquête, constatant que le professeur Rylander « a caché ses sources de financement, notamment à la commission d'éthique chargée d'examiner les protocoles de recherche et au rédacteur d'un journal réputé dans le domaine de la santé publique »,.
Le 6 septembre 2004, la commission d'établissement des faits rend son rapport, qui conclut que « le grief fondamental formulé à l'endroit de Ragnar Rylander est d'avoir dissimulé ses liens avec l'industrie du tabac, d'avoir menti sur leur nature et d'avoir servi de couverture scientifique faussement indépendante dans une entreprise de désinformation sur les risques associés à la fumée passive ». La commission considère dans son rapport que « les travaux de Ragnar Rylander sur les effets de la fumée environnementale sur la santé sont entachés de graves suspicions car l'auteur n'a pas révélé des conflits d'intérêts propres à influencer la portée de ces travaux et qu'il ne peut être considéré comme un scientifique indépendant, compte tenu de son rôle d'employé secret de l'industrie du tabac ». Prenant acte des conclusions de l'Université de Genève, l'Université de Göteborg a déclaré en novembre 2004 que Ragnar Rylander était « indésirable à l'Université de Göteborg ».
À la suite de cette affaire, l'Université de Genève a décidé de se doter de règles claires pour faire face aux cas de fraude scientifique.